# Mannington (West Virginia)
Mannington ist eine City im Marion County, West Virginia. Die Entwicklung Manningtons wurde stark durch den Erdöl- und Erdgasboom in den 1890er Jahren geprägt. Das U.S. Census Bureau hat bei der Volkszählung 2020 eine Einwohnerzahl von 1952 ermittelt.

## Demografie
Die bei der Volkszählung im Jahr 2000 ermittelten  2.124 Einwohner von Mannington lebten in 884 Haushalten; darunter waren 625 Familien. Die Bevölkerungsdichte betrug 329,5 pro km². Im Ort wurden 990 Wohneinheiten erfasst. Unter der Bevölkerung waren 83,9 % Weiße, 2,54 % Afroamerikaner; 0,71 % gaben die Zugehörigkeit zu mehreren Ethnien an.
Unter den 884 Haushalten hatten 28,3 % Kinder unter 18 Jahren; 52,7 % waren verheiratete zusammenlebende Paare. 14,4 % der Haushalte wurden von alleinstehenden Frauen geführt, 29,2 % wurde als Nicht-Familienhaushalte erfasst. Die durchschnittliche Haushaltsgröße war 2,88, die durchschnittliche Familiengröße 2,40 Personen.
Die Bevölkerung verteilte sich auf 23,0 % unter 18 Jahren, 7,8 % von 18 bis 24 Jahren, 25,3 % von 25 bis 44 Jahren, 24,7 % von 45 bis 64 Jahren und 19,2 % von 65 Jahren oder älter. Der Median des Alters betrug 40 Jahre.
Der Median des Haushaltseinkommens betrug 26.806 $, der Median des Familieneinkommens 31.852 $. Das Pro-Kopf-Einkommen in Vienna betrug 13.036 $. Unter der Armutsgrenze lebten 18,3 % der Bevölkerung.

## Literarische Bezüge
Mannington dient als Vorlage für die fiktive Stadt Grantville in der von Eric Flint entwickelten Romanserie 1632 (Serie). Im Mittelpunkt der Handlung stehen die Einwohner der amerikanischen Kleinstadt Grantville, die aus dem ländlichen West Virginia des Jahres 2000 in die Wirren des Dreißigjährigen Krieges im Thüringen des Jahres 1631 versetzt wird. Die der Gattung der Alternativweltgeschichten zuzurechnende Reihe verwendet hierbei das Mannington des Jahres 2000 als Modell einer realen Stadt, um zu vermeiden, dass von einzelnen Autoren innerhalb des in die Vergangenheit geworfenen fiktiven Stadtgebietes überraschend außergewöhnliche wissenschaftliche, personelle oder militärische Ressourcen „entdeckt“ werden.
In der Vergangenheit hielten Autoren und Fans der Serie wiederholt jährliche Conventions in Mannington ab. Die dritte fand im Sommer 2005 statt, die vierte  vom 4. bis 6. August 2006.